# Where Are You?
"Where Are You?"  ("Onde estás?") foi a canção que representou o Reino Unido no Festival Eurovisão da Canção 1998 que se disputou em 9 de maio de 1998, em Birmingham, Reino Unido.
A referida canção foi interpretada em inglês por  Imaani. Foi a décima-sexta canção a ser interpretada na noite do festival, a seguir à canção da Roménia "Eu cred", cantada por Mălina Olinescu e antes da canção de Chipre "Yenesis", interpretada por  Michalis Hadjiyiannis. A canção do Reino Unido terminou em 2.º lugar, tendo recebido um total de 166 pontos. No ano seguinte, em 1999, o Reino Unido seria representado pela banda Precious, com a canção "Say It Again". 

## Autores
- Compositor:Scott English, Phil Manikiza, Simon Stirlingo
- Orquestrador: James McMillan

## Letra
A canção é uma balada bastante up-tempo, e com mais uma pitada de soul music, com a cantora descrevendo como ela tenta encontrar seu amante.

## Outras versões
- versão alternativa (English) [3:38]
- Blue Icon's vocal club mix (English) [6:50]
- Blue Icon's lost piano mix (English) [7:44]